# 이전천
이전천(泥田川)은 울산광역시 울주군 두동면 만화리의 한튀미지에서 발원하여 연화천으로 흘러드는 하천이다.